# Uthman ibn Naissa
Uthman ibn Naissa fou valí d'Arbuna (Narbona), conegut entre els francs com Munussa o Manusa.
El 730 impugnà Abd-ar-Rahman ibn Abd-Al·lah al-Ghafiqí sabent de l'opressió que patien els amazics al nord d'Àfrica i va pactar una treva amb Odó el Gran, casant-se amb Lampègia, la filla del duc.

El sirià Gedhi ibn Zeyan fou enviat en secret per Al-Ghafiqí amb un esquadró de cavalleria lleugera per capturar viu o mort a Uthman, sent localitzat a Llívia on va quedar assetjat. Gehdi va ordenar tallar el subministrament d'aigua a la ciutat i la situació es va fer desesperada. Essent inevitable la rendició, Munussa va fugir a través dels penyasegats aprofitant la foscor de la nit, juntament a la seva dona i alguns fidels. Segons Antoni Rovira i Virgili aquest episodi correspon a una llegenda i no va existir cap Manusa.
Hi ha hagut discussió sobre la personalitat de Munussa: la font de l'origen amazic de Munussa és el «unus ex Maurorom gente nomine Munnuz» de la Crònica del 754. Posteriorment, en 1820, Conde el va assimilar a Uthman, governador d'Arbuna, cosa refutada clarament ja per Lafuente. També ho contradiu l'Akhbar Majmua dient que Uthman ibn Abi-Nissa viu el 743, la qual cosa no pot ser certa, ja que Munuza mor el 731.